# Gisay-la-Coudre
Gisay-la-Coudre település Franciaországban, Eure megyében. Lakosainak száma 248 fő (2018. január 1.). Gisay-la-Coudre La Barre-en-Ouche, Épinay, La Haye-Saint-Sylvestre és La Roussière községekkel határos.

## Népesség
A település népességének változása:
| Lakosok száma | 279  | 252  | 227  | 221  | 233  | 238  | 234  | 239  | 236  | 248  |
|               | 1962 | 1968 | 1982 | 1990 | 1999 | 2008 | 2011 | 2013 | 2017 | 2018 |